# Energetyka (czasopismo)
Energetyka – miesięcznik naukowo-techniczny Stowarzyszenia Elektryków Polskich. Czasopismo istnieje od 1947 roku. Poświęcone jest problemom wytwarzania, przesyłania, rozdzielania i użytkowania energii elektrycznej i cieplnej, budowy elektrowni, elektrociepłowni i linii elektroenergetycznych, komputeryzacji systemu elektroenergetycznego i restrukturyzacji elektroenergetyki.
W 2005 r. czasopismo zostało połączone z miesięcznikiem Gospodarka Paliwami i Energią. Rozszerzony został wtedy obszar zainteresowania czasopisma o problemy gospodarki paliwowo-energetycznej. Znajduje się na liście Ministerstwa Nauki i Szkolnictwa Wyższego czasopism punktowanych (6 punkty) w ramach oceny parametrycznej jednostek w Zespole Elektrotechniki, Energetyki i Metrologii. Czasopismo jest dofinansowywane MNiSW. Jest umieszczone w międzynarodowej bazie bibliograficzno-abstraktowej INSPEC DATEBASE, a także indeksowane w Bazie danych o zawartości polskich czasopism technicznych – BAZTECH.
Zostało odznaczone złotymi odznakami: Honorową SEP, złotą odznaką honorową „Zasłużony dla Energetyki” oraz Medalem SEP im. Profesora Stanisława Fryzego.

## Skład redakcyjny (2011 r.)

### Rada Konsultacyjno-Programowa
| - mgr inż. Zygmunt Artwik - prof. nzw. dr hab. inż. Krzysztof Badyda - dr hab. inż. Jerzy Barglik - prof. dr hab. inż. Tadeusz Chmielniak - mgr inż. Bogumił Dudek - mgr inż. Herbert Leopold Gabryś - prof. dr hab. inż. Jan Górzyński - dr inż. Mieczysław Kaczmarek - prof. dr hab. inż. Waldemar Kamrat - mgr inż. Ryszard Migdalski - inż. Tadeusz Malinowski | - mgr inż. Piotr Molski - dr inż. Sławomir Pasierb - prof. dr hab. inż. Józef Paska - prof. dr hab. inż. Marian Pasko - prof. dr hab. inż. Maciej Pawlik - prof. dr hab. inż. Jan Popczyk - dr hab. inż. Aleksandra Rakowska - mgr inż. Adam Smolik - mgr inż. Klemens Ścierski - prof. Josef Tlusty - prof. dr hab. inż. Jacek Malko | - prof. dr hab. inż. Jerzy Tomeczek - dr inż. Jerzy Trzeszczyński - prof. dr hab. inż. Lucjan Twardy - mgr inż. Henryk Tymowski - prof. dr hab. inż. Andrzej Ziębik - dr inż. Andrzej Kowalski - prof. dr hab. inż. Joachim Kozioł - inż. Roman Kuczkowski - mgr inż. Dariusz Lubera |

### Kolegium redakcyjne
- mgr inż. Tomasz Eugeniusz Kołakowski – Redaktor Naczelny
- mgr Iwona Gajdowa – zastępca Redaktora Naczelnego
- mgr inż. Klaudia Piekarska – redaktor
- Elżbieta Wilk – Administracja i księgowość

### Współpracują z redakcją
- mgr inż. Edward Ziaja
- mgr inż. Fryderyk Czudejko
- mgr inż. Jerzy Dobosiewicz
- mgr Jacek Dubrawski
- mgr inż. Bogumił Dudek
- doc. dr inż. Jerzy Kulikowski
- mgr inż. Ludwik Pinko